# سوق الطباخة
سوق الطباخة، أو ما يُعرف أيضاً بسوق الخان، وهو سوق شعبي تاريخي بالمدينة المنورة يجمع الكثير من المحلات التي تقدم مختلف الأكلات الشعبية.

## تاريخه
تم بناء سوق سوق الطباخة بجوار المسجد النبوي قبل 60 سنة، واستمر في مكانه لمدة 20 سنة ثم نُقل إلى مكانه الحالي على طريق قربان والمستمر فيه لمدة 40 سنة.
وقد تم ترميمه مؤخراً من قِبل هيئة تطوير المدينة ليوائم الهوية المدينية وتوسعته ليصل عدد إجمالي المحلات إلى 60 محلاً.

## موقعه
يقع سوق الطباخة على طريق قربان بحي المغاربة  ويبعد مسافة 1.2 كيلو متر عن الحرم النبوي الشريف.